# Tatra

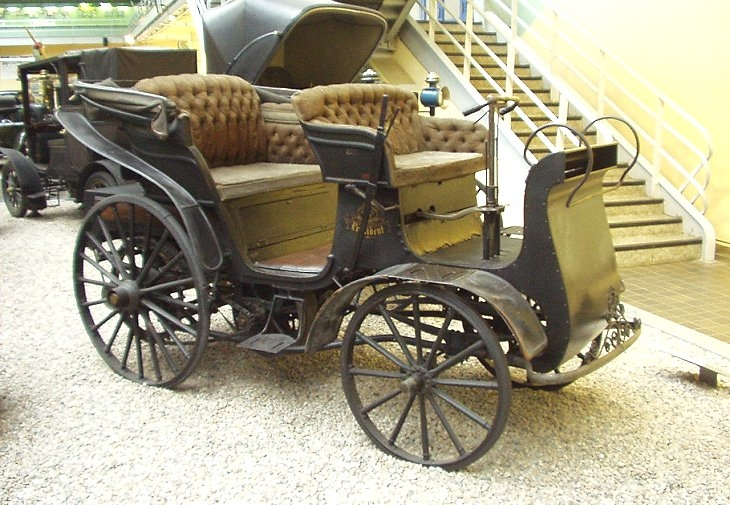
El Präsident de 1897, el primer coche fabricado por Tatra.

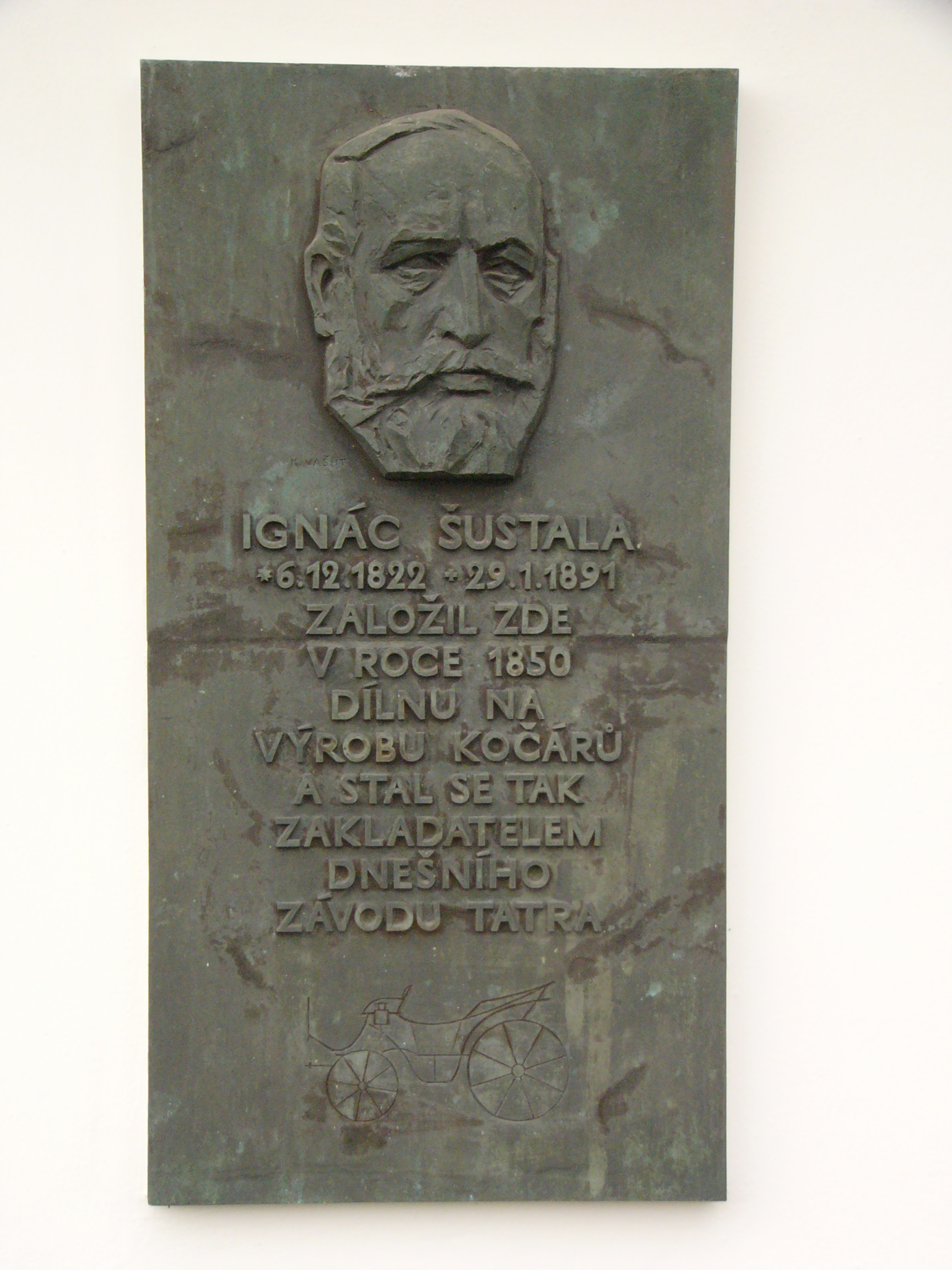
Ignác Šustala, fundador de la compañía.

Tatra es un fabricante automovilístico ubicado en Kopřivnice, República Checa. Recibe su nombre de los Montes Tatras. La compañía se fundó en 1850 con el nombre de Nesselsdorfer Wagenbau-Fabriks-Gesellschaft y se dedicó a la fabricación de carruajes y carretas. En 1897 se convirtió en el productor del primer vehículo de motor de la Europa Central, el Präsident. En 1919 la compañía pasó a denominarse Tatra. Hay quienes afirman que Tatra es el tercer fabricante automovilístico más antiguo, tras Mercedes-Benz y Peugeot. Tatra cesó la producción de turismos en 1999 pero sigue fabricando una exitosa gama de camiones todoterreno con tracción 4x4, 6x6, 8x8, 10x10 y 12x12.

## Primeros años
Ignác Šustala (1822-1891) fundó la compañía en lo que por aquel entonces era Nesseldorf, Moravia. Empezó a construir coches de caballos en 1850. En 1891 empezó a fabricar también vagones de tren y llamó entonces a la compañía Nesselsdorfer Wagenbau-Fabriks-Gesellschaft. En 1890 contrató a Hugo Fischer von Roslerstam como director técnico. Tras la muerte de Šustala, von Roslerstam tomó el control de la compañía y en 1897 compró un automóvil Benz que usó como modelo para construir el primer coche de la compañía, el Präsident, que se exhibió en Viena en 1897. Tatra recibió varios pedidos del nuevo coche y bajo la dirección del joven ingeniero Hans Ledwinka (1878-1967) se construyeron diez coches mejorados.
En 1900 vio la luz el primer coche completamente diseñado por Ledwinka, el Tipo A, con un motor trasero de 2714 cc y una velocidad punta de 40 km/h. De este modelo se construyeron 22 unidades. El siguiente modelo, ya en 1902, el Tipo B, tenía un motor central pero Ledwinka dejó la compañía para concentrarse en el desarrollo de motores de vapor. Regresó en 1905 y diseñó un coche completamente nuevo, el Tipo S, con un motor de 4 cilindros y 3308 cc. En 1912 la producción se vio gravemente afectada tras una huelga que duró 23 semanas y Hugo Fischer von Roslerstam abandonó la compañía.

## El concepto Tatra

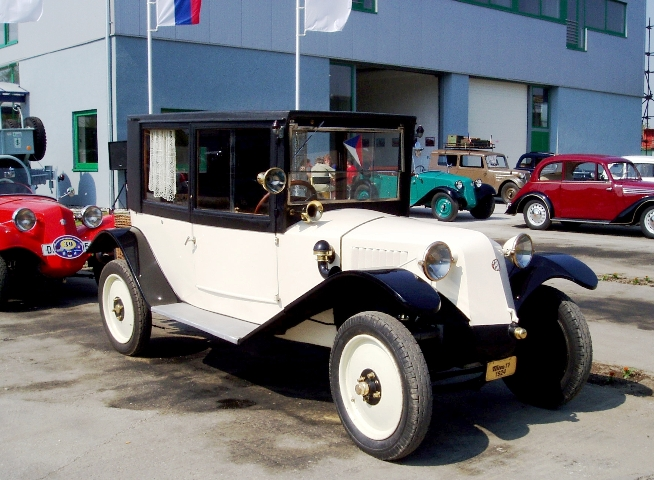
Tatra T-11 de 1924.

En 1919, finalizada la Primera Guerra Mundial, nace Checoslovaquia, y Nesseldorf se convierte en Kopřivnice. La Nesselsdorfer Wagenbau pasa a llamarse Kopřivnice vozovka y la división de la empresa dedicada a la construcción automovilística recibe el nombre de Tatra. Leopold Pasching tomó el control y Hans Ledwinka regresó una vez más en 1921 para diseñar el revolucionario Tatra 11.
El nuevo coche, lanzado en 1923, disponía de un armazón tubular rígido con semiejes oscilantes en la parte trasera, lo que le proporcionaba una suspensión independiente en las ruedas traseras. El motor, situado en la parte frontal, estaba refrigerado por aire y tenía dos cilindros de 1056 cc. En 1926 fue reemplazado por el similar T 12, que disponía de frenos en las cuatro ruedas. El T 17, un desarrollo posterior de 1926, tenía un motor de 6 cilindros y 1930 cc refrigerado por agua. Este modelo ya disponía de una suspensión completamente independiente.
En 1927 la compañía pasó a llamarse formalmente Tatra a.s.

## Antes de la Segunda Guerra Mundial

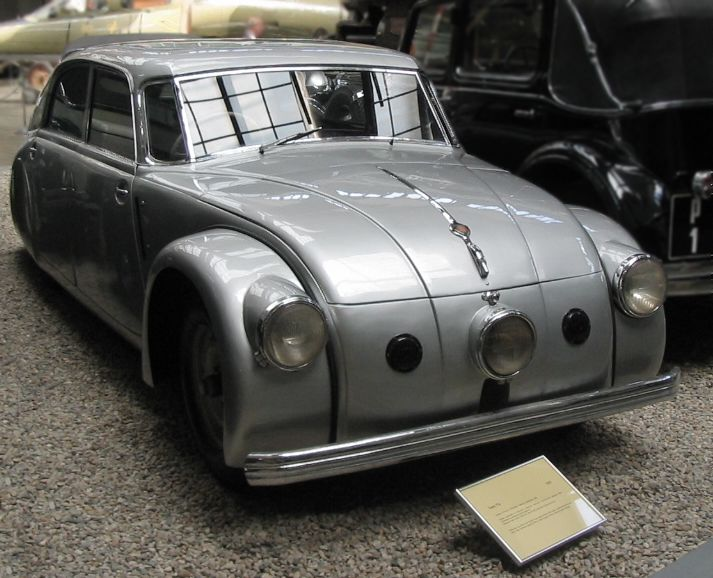
Tatra 77a de 1935, con un coeficiente aerodinámico de 0.212.

La especialidad de Tatra eran los coches de lujo y técnicamente muy avanzados. En la década de 1930, bajo la dirección técnica del ingeniero austríaco Hans Ledwinka y su hijo Erich, Tatra empezó a construir coches avanzados para su época y de líneas estilizadas. El primero de estos modelos fue el gran Tatra T77 de 1934, el primer coche aerodinámico de producción del mundo.
El coeficiente aerodinámico del T77 (sólo 0,212) es raramente mejorado incluso en vehículos modernos. Las características de este modelo, que heredaron la mayoría de los grandes Tatras que les sucedieron, eran la tracción trasera y un motor V8 refrigerado por aire, muy sofisticado técnicamente para la época.
Ledwinka comentaba sus ideas con Ferdinand Porsche, quien utilizó varias características de los diseños de Tatra en el Kdf-Wagen de 1938, posteriormente conocido como Volkswagen Escarabajo.
Esta circunstancia resulta particularmente evidente al ver el pequeño modelo Tatra T97 con un motor trasero de 4 cilindros montados en una configuración plana, refrigerado por aire y una carrocería de formas redondeadas. Tatra emprendió inmediatamente acciones legales, pero el litigio no fue resuelto hasta 1961 y Volkswagen fue condenado a pagar 30 000 000 de marcos alemanes en concepto de daños y perjuicios.

## Segunda Guerra Mundial
Tras la invasión de Checoslovaquia por el ejército alemán, Tatra siguió fabricando sus coches, principalmente porque éstos eran del gusto de los alemanes. Tal es así que muchos oficiales nazis murieron al volante de pesados modelos Tatra con tracción trasera y conducidos a mucha velocidad. Tatra empezó a conocerse entre los soldados alemanes como el arma secreta checoslovaca, hasta tal punto que, según parece, se dieron órdenes a los oficiales prohibiéndoles conducir los coches Tatra. Además, fue uno de los fabricantes del semioruga SdKfz 9. Asimismo colaboró en el desarrollo del blindado SdKfz 234.

## Control comunista durante la posguerra
En 1946, tras la llegada al poder del Partido Comunista, la empresa fue nacionalizada. A pesar de continuar produciendo los modelos anteriores a la guerra, se diseñó uno nuevo, el Tatra T600 Tatraplan (el nombre celebraba la nueva economía comunista planificada). Empezó a fabricarse en 1947. En 1951, el Departamento de Planificación Estatal decidió que a partir de entonces el Tatraplan debía construirse en la fábrica de Škoda ubicada en Mladá Boleslav, dejando que Tatra se dedicara a la producción de camiones, autobuses y equipos ferroviarios.

## Tatra T603

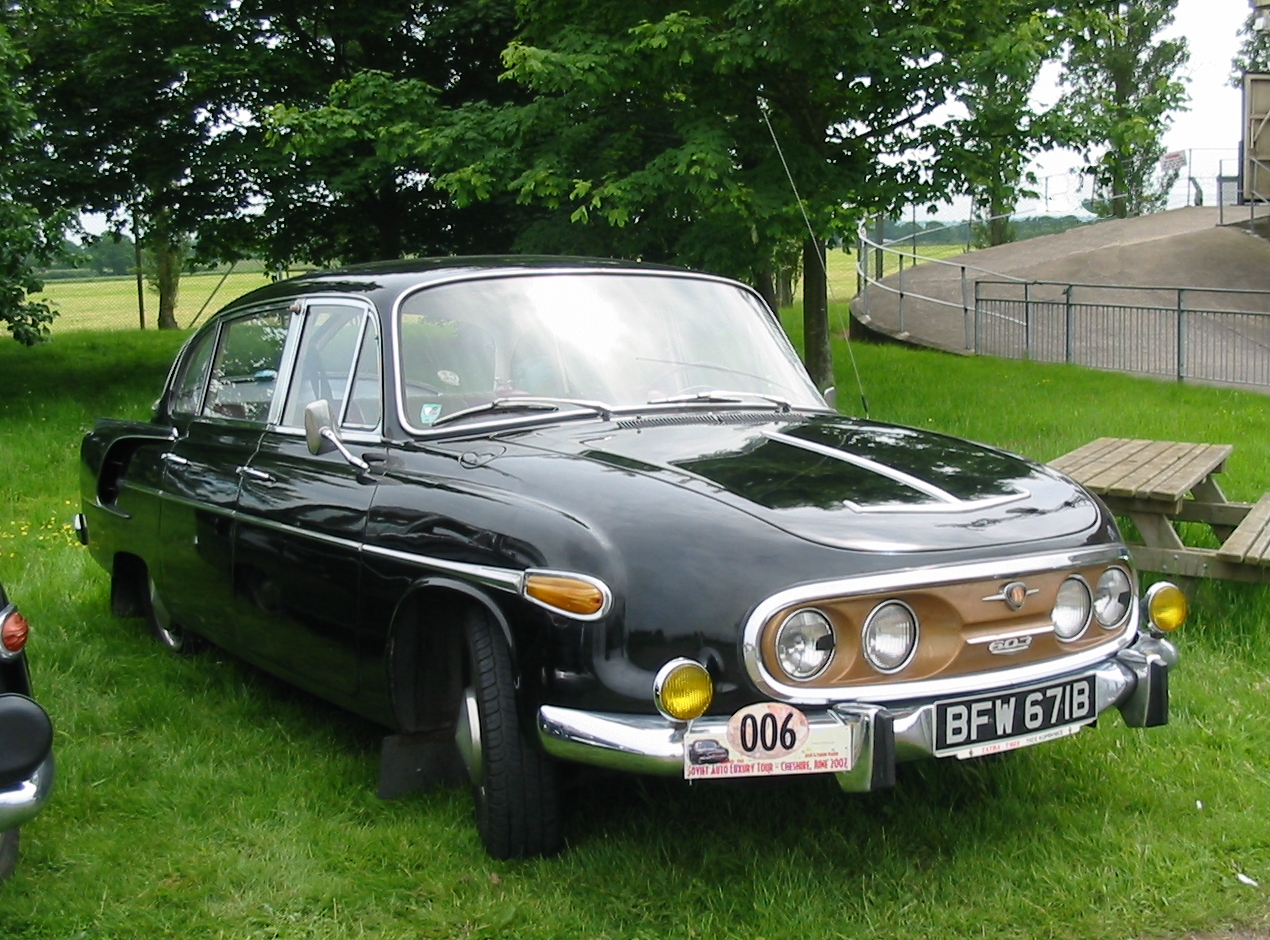
Tatra T603.

Apenas tres años más tarde, como consecuencia de las muchas quejas de los altos cargos sobre los coches oficiales importados de la Unión Soviética, Tatra obtiene de nuevo permiso para producir un coche de lujo, el famoso Tatra T603. Era un digno sucesor de los coches de preguerra, también con motor trasero y motor V8 refrigerado por aire, que contaba además con el sello aerodinámico distintivo de la compañía. El Tatra T603 tenía tres pares de faros frontales y el primero de los prototipos disponía de una aleta central estabilizadora en la parte trasera, aunque ésta desapareció en el modelo de producción. Muy al estilo americano, contaba con paragolpes cromados de grandes salientes y tenía una apariencia sorprendente para 1955.
La apariencia no era la única novedad. Era un auto grande de seis asientos y sus prestaciones y la suavidad en la conducción eran sobresalientes. Fabricados casi completamente a mano, los Tatra no eran para todo el mundo. Resultaban inalcanzables para el ciudadano de a pie y estaban reservados para las élites del Partido Comunista, directores de fábricas y otros altos cargos, así como para ser exportados al resto de los países comunistas como vehículos oficiales. Incluso Fidel Castro tenía un Tatra T603 blanco, personalizado y con aire acondicionado.
El T603 se construyó hasta 1975 tras reinar durante veinte años como el mejor coche del comunismo. Durante este tiempo se le añadieron numerosas mejoras, pero no todos los nuevos T603 fabricados durante la época eran realmente nuevos. Cuando un nuevo Tatra reemplazaba a otro viejo, éste regresaba a la factoría y allí se actualizaba con las características del nuevo modelo, se le daba un nuevo acabado, se le «etiquetaba» como nuevo y se enviaba como un nuevo Tatra para sustituir a otro antiguo. Así, resulta difícil seguir la historia de los vehículos que sobrevivieron aquellos años.
El T603 apareció en la película de 2005 Una serie de catastróficas desdichas, de Lemony Snicket, como el otro coche que era más raro que un Chrysler Imperial.
Igualmente, un T603 negro aparece en el video musical de la cantante británica Lisa Stansfield, "Let's just call it love", donde ella lo maneja en algunas escenas.

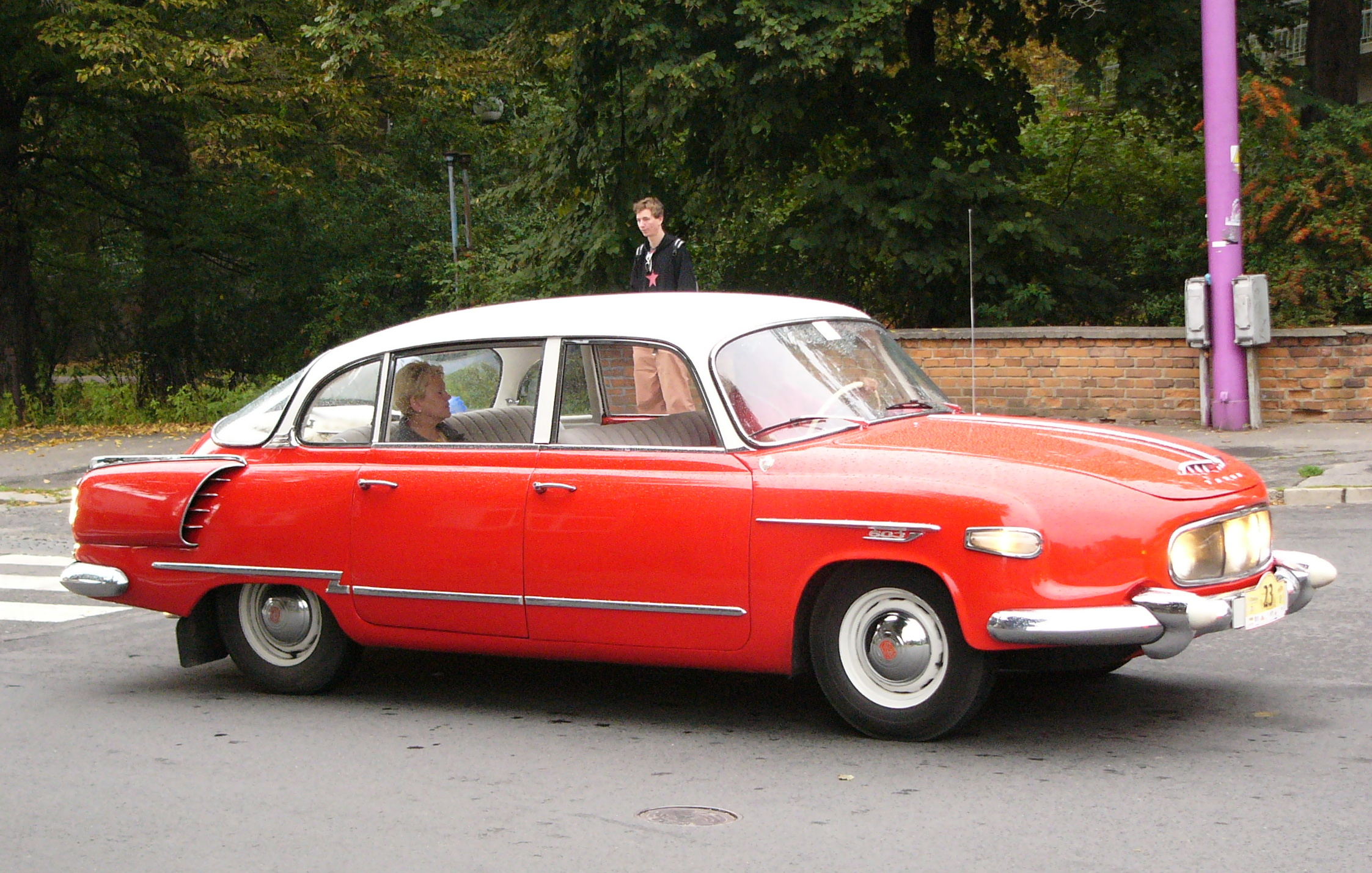
Tatra T603 (vista lateral)
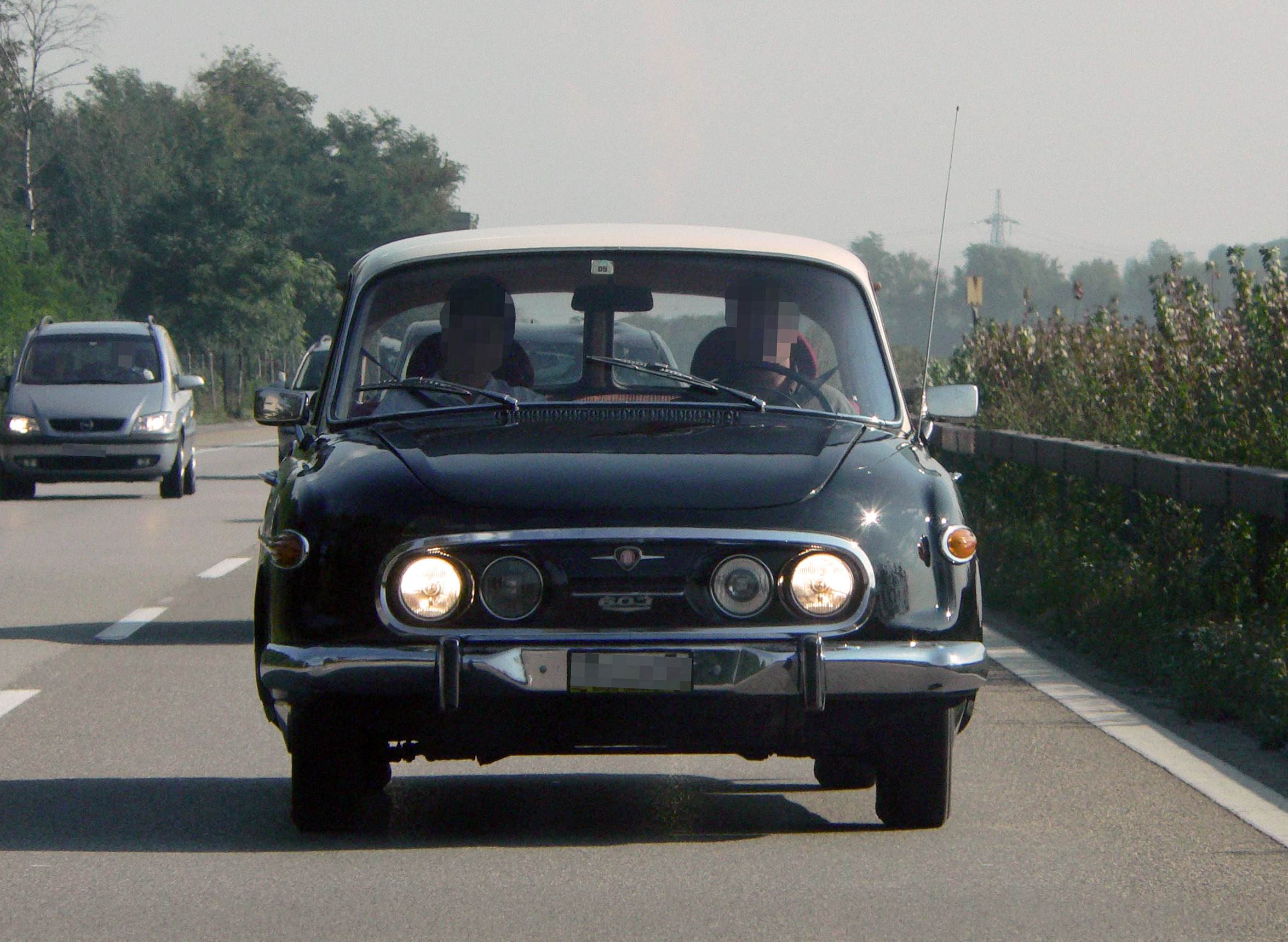
Tatra T603 (vista frontal)
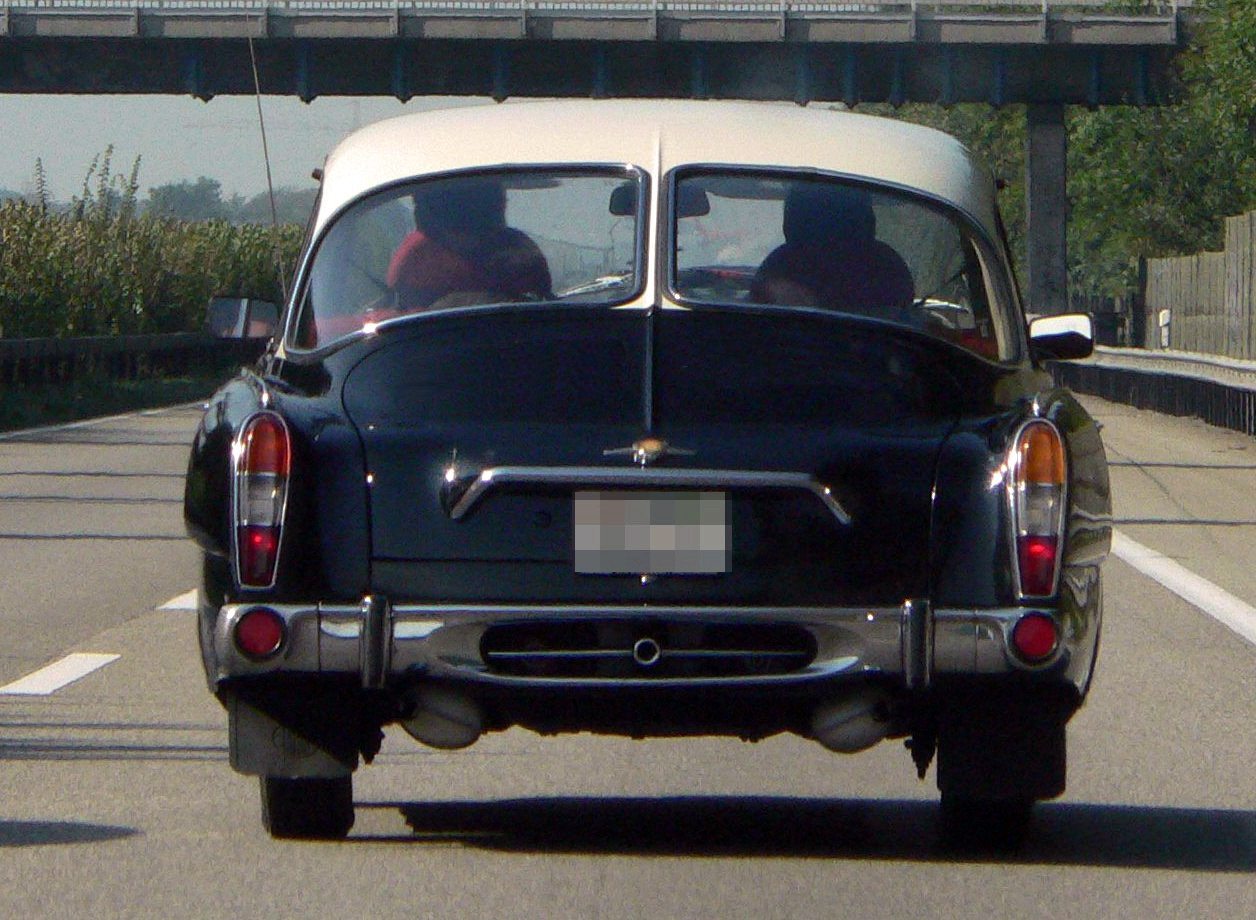
Tatra T603 (vista trasera)
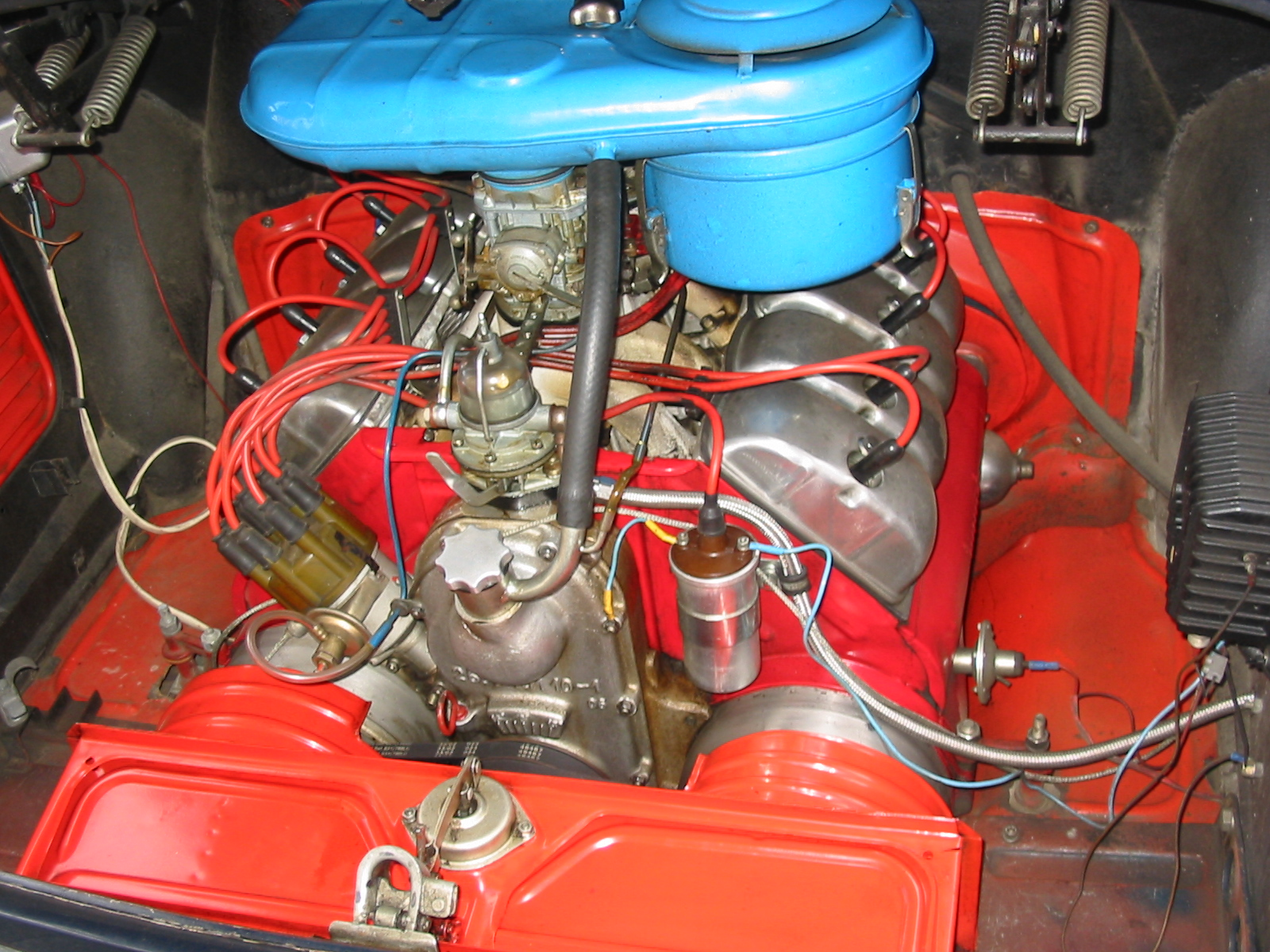
Tatra T603 (detalle del motor)

## Nueva imagen para los años 70, el Tatra T613

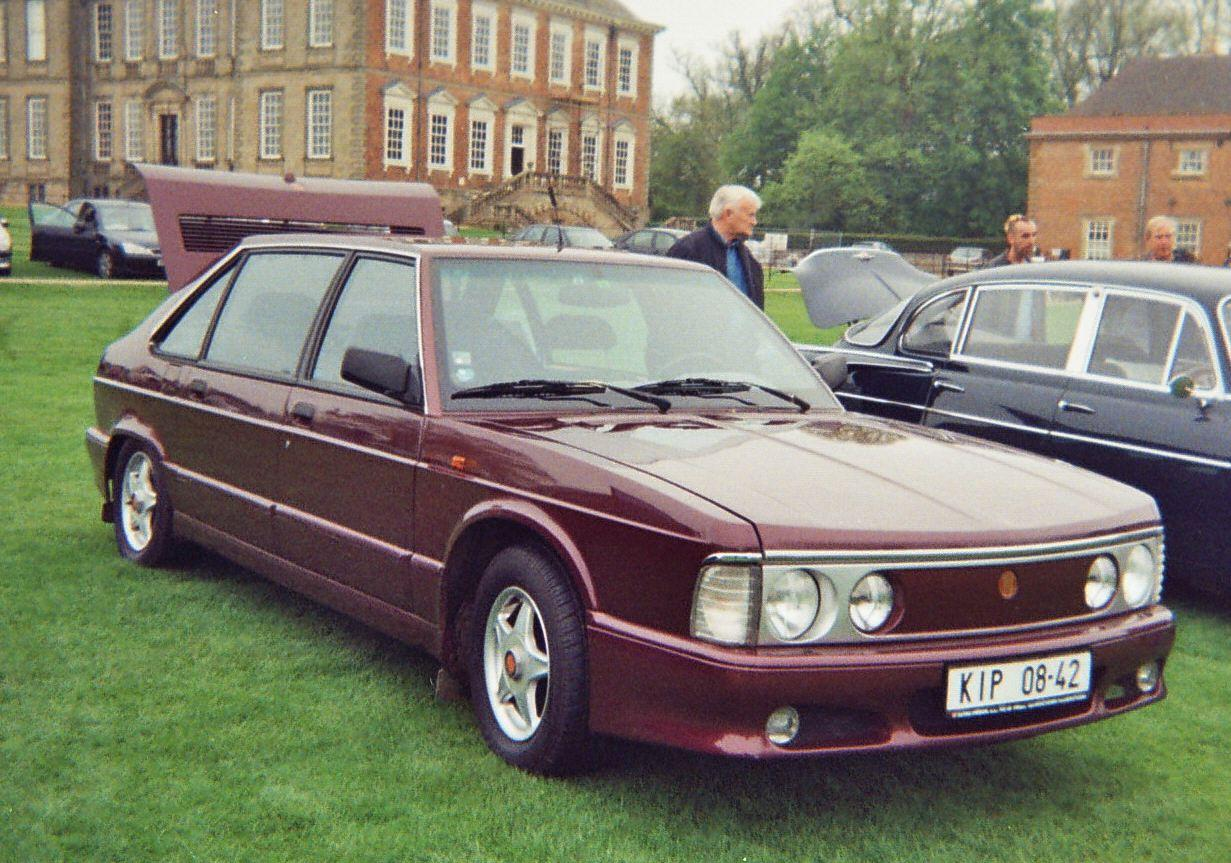
Tatra T613-4 modelo largo de 1995.

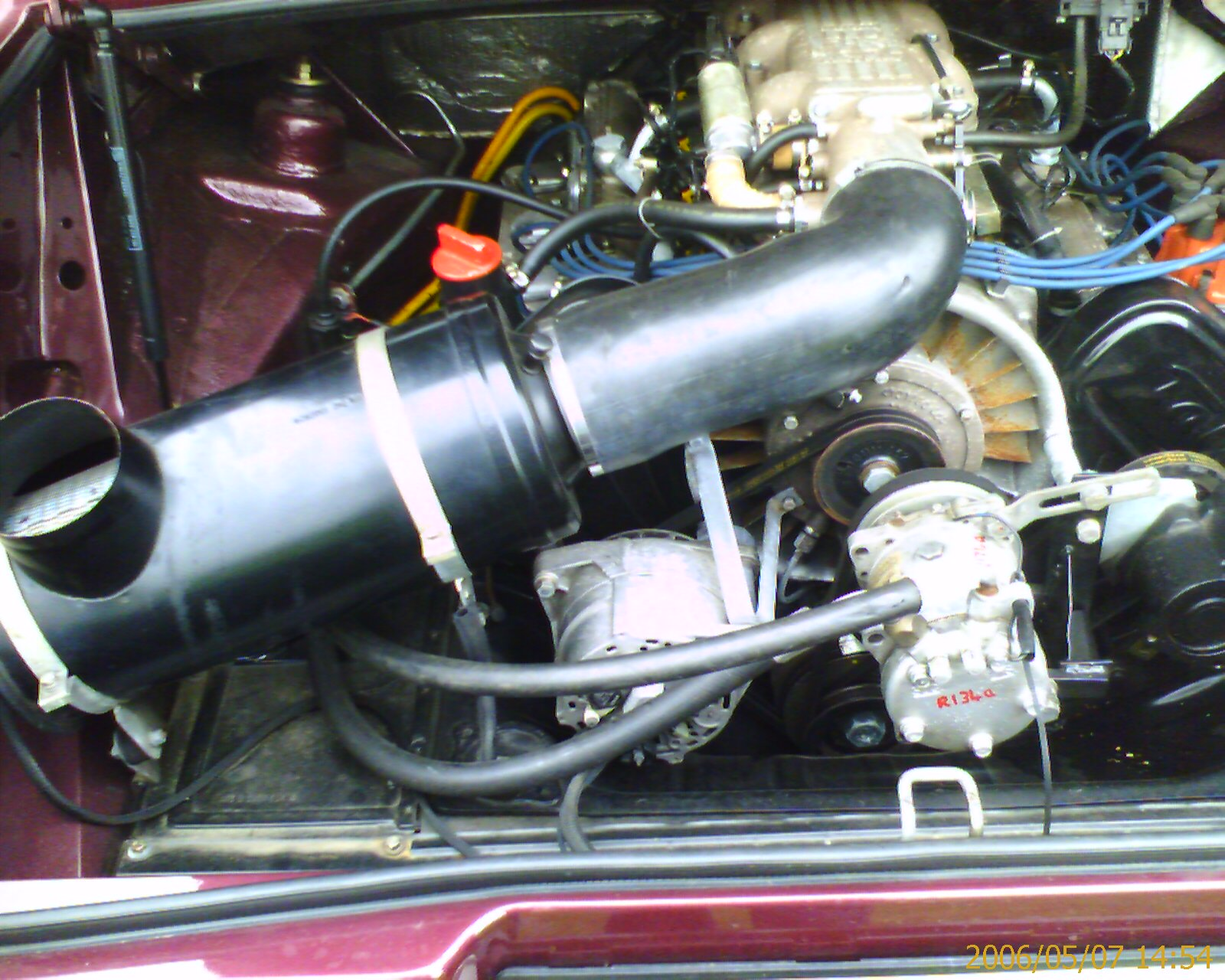
Motor V8 de gasolina refrigerado por aire del Tatra T613.

En 1968 se desarrolló un sustituto, el Tatra T613. Lo diseñó el estudio italiano Vignale con unas líneas menos redondeadas, más acordes con las nuevas tendencias del diseño automovilístico. En realidad no empezó a fabricarse hasta 1973 y la producción en masa no se inició hasta el año siguiente. A pesar de que el diseño era el mismo, el chasis y el motor eran nuevos, con 4 árboles de levas en cabeza, un mayor cubicaje (3495cc) y una potencia cercana a los 165 bhp. Además, el motor se había desplazado ligeramente hacia adelante para mejorar el equilibrio. Hasta 1996 se construyeron 5 series de este modelo con diversas modificaciones. El excelente diseño de Vignalle permitió que el T613 no se viera anticuado hasta casi al final de este periodo. Se construyeron más de 11000 coches, aunque al final la producción se redujo hasta unas pocas docenas de unidades por año a medida que los Tatras se iban quedando más y más anticuados.

## Últimos pasos
Con un volumen de pedidos y de producción estancados desde la caída del comunismo, Tatra decidió suspender la producción del Tatra T613 en 1996. Hubo un intento de fabricar una versión actualizada, el Tatra T700, basado en su mayor parte en el modelo precedente, pero con una actualización de la carrocería y otros detalles. Debido a la fuerte competencia, las ventas fueron tan pobres que, en 1999, Tatra abandonó definitivamente la producción de coches. Sin embargo, tiene bastante éxito la fabricación de camiones.

## Accionariado
La estadounidense Terex Corporation compró la mayor parte (71%) de Tatra a finales de 2003 y DAF el 19% en 2011. El 11% restante queda en manos de la empresa checa.

## Modelos

### Automóviles

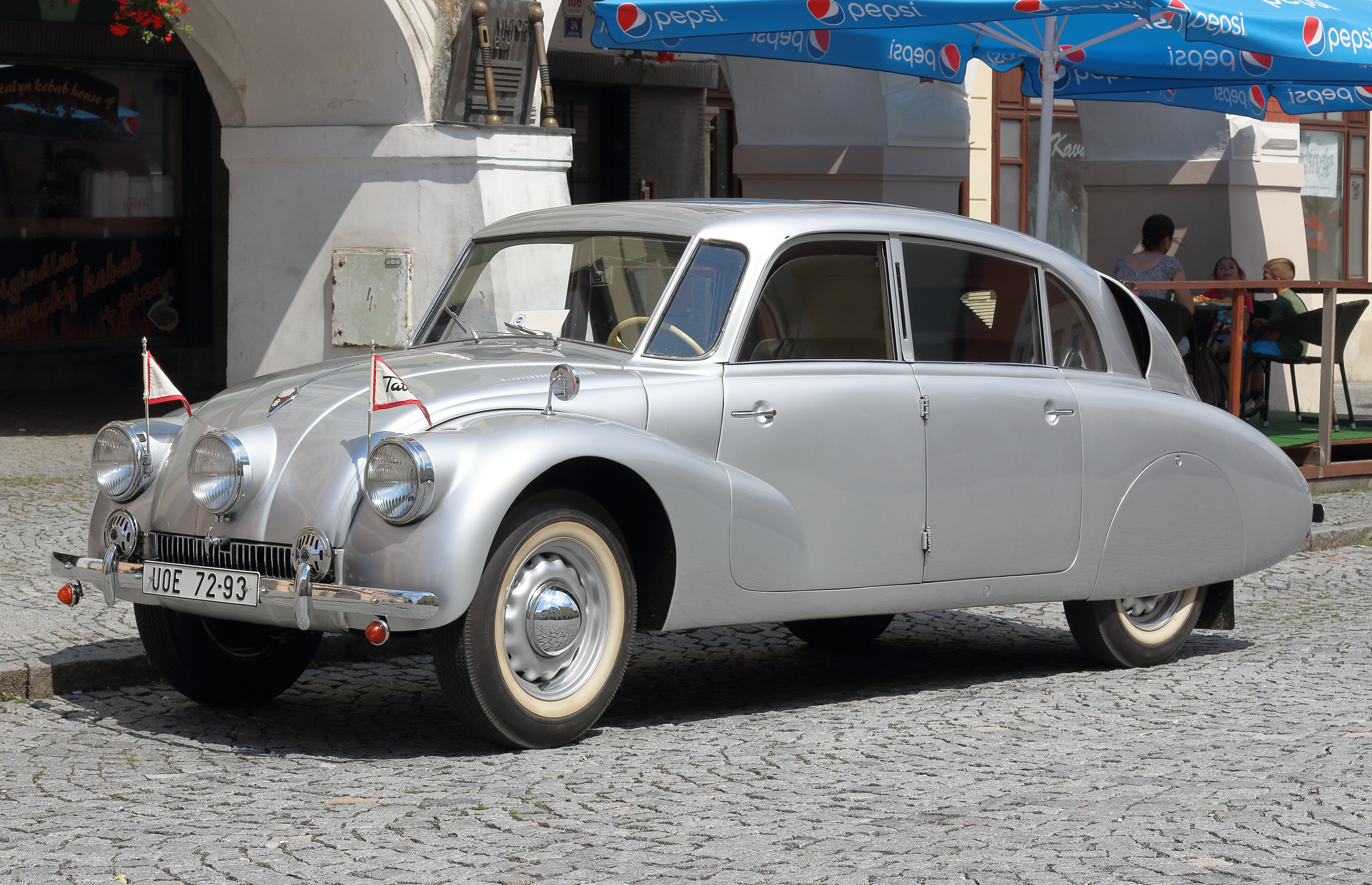
Tatra T87.

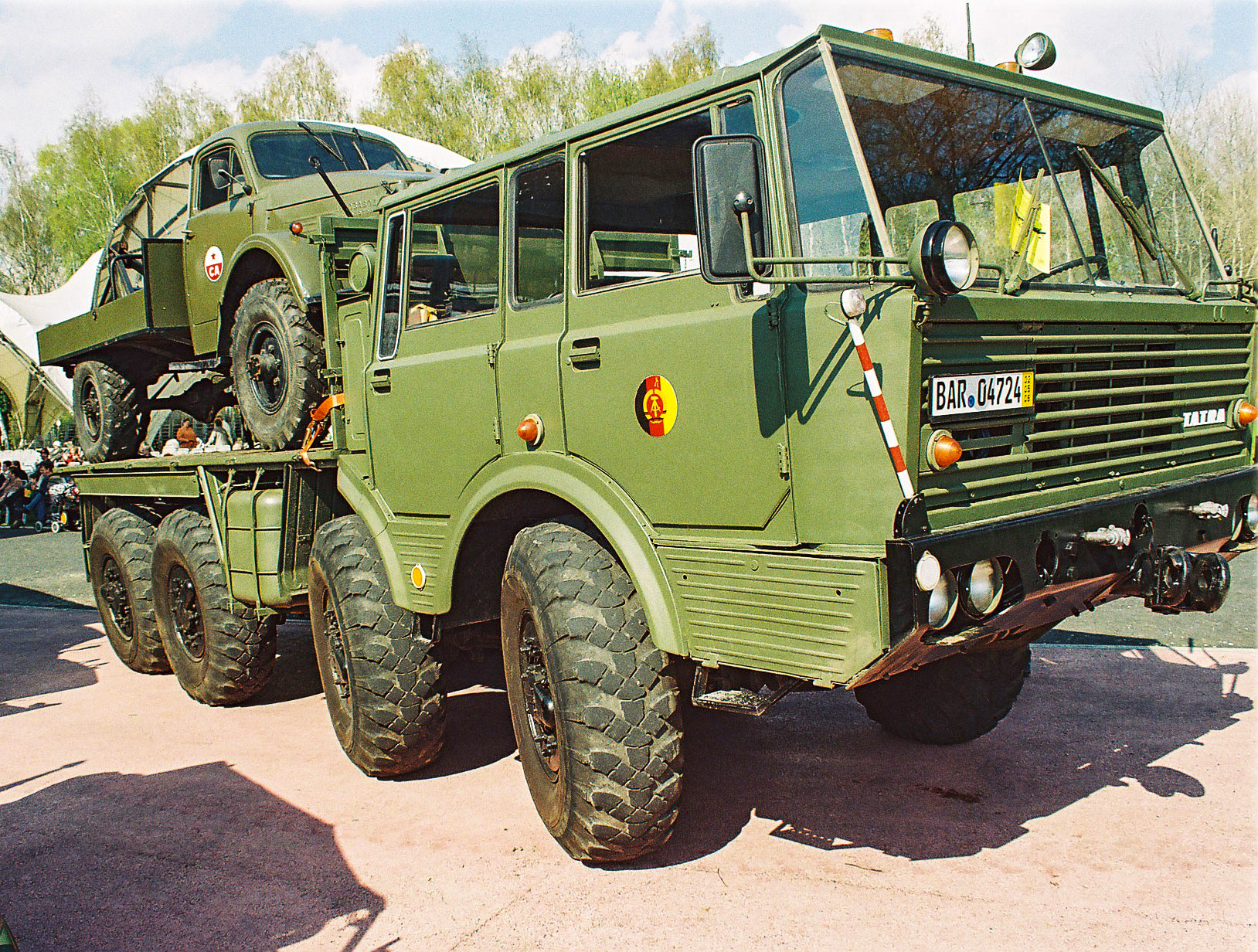
Versión militar del Tatra T813.

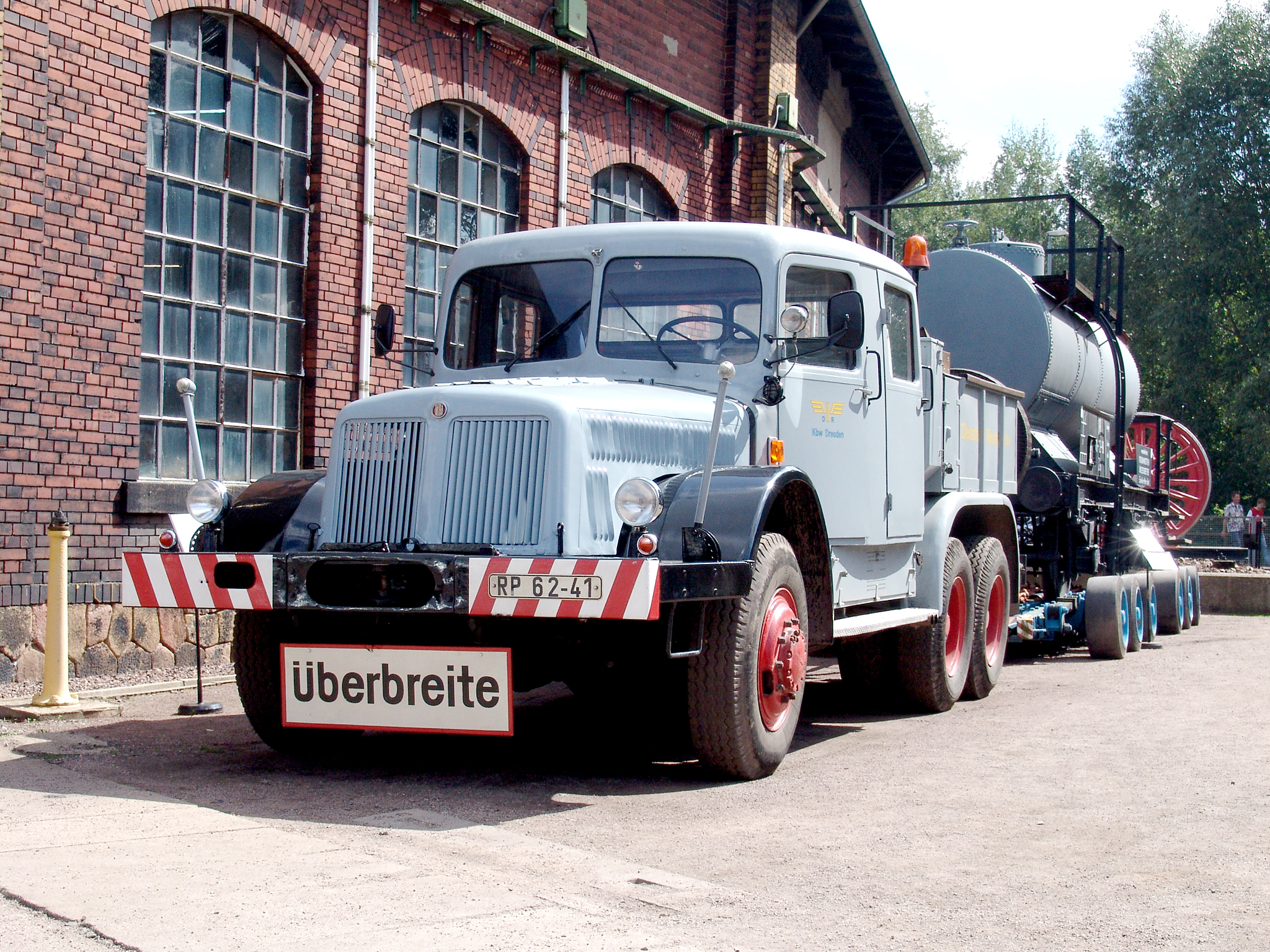
Tatra T141.

- Tatra T11
- Tatra T12
- Tatra T17
- Tatra T57
- Tatra T75
- Tatra V570
- Tatra T77
- Tatra T77a
- Tatra T87
- Tatra T97
- Tatra T107
- Tatra T600 Tatraplan
- Tatra T603
- Tatra T613
- Tatra T700

### Camiones
- Tatra T111
- Tatra T141
- Tatra T805
- Tatra T138
- Tatra T813
- Tatra T148
- Tatra T815
  - Tatrapan Vehículo blindado basado en el chasis del Tatra 815.
- Tatra T163 Jamal
- Tatra T816